# ستيفانو سالفاتوري
ستيفانو سالفاتوري (بالإيطالية: Stefano Salvatori)‏ هو لاعب كرة قدم إيطالي في مركز الوسط، ولد في 29 ديسمبر 1967 في روما في إيطاليا، وتوفي في 31 أكتوبر 2017 في أستراليا بسبب سرطان. شارك مع منتخب إيطاليا تحت 21 سنة لكرة القدم. أما مع النوادي، فقد لعب مع أتالانتا وإيه سي ميلان وفيورنتينا ونادي بارما ونادي سبال ونادي لنيانو وهارت أوف ميدلوثيان.

## وصلات خارجية
- الموقع الرسمي
- ستيفانو سالفاتوري على موقع قاعدة بيانات كرة القدم.إي يو (الإنجليزية)
- ستيفانو سالفاتوري على موقع Soccerway.com (الإنجليزية)
- ستيفانو سالفاتوري على موقع عالم كرة القدم.نت (الإنجليزية)